# Guerchais

Carte des pays de Bretagne avec le Guerchais au cœur des Marches de Bretagne

Le Guerchais est un pays traditionnel de Bretagne. Ce pays est situé au sud-est du Pays rennais et de l'actuel département d'Ille-et-Vilaine et dans la région des Marches de Bretagne, entre Domalain, Martigné-Ferchaud et La Bosse-de-Bretagne avec pour ville principale La Guerche-de-Bretagne.

## Description
Il s'agit d'un territoire à l'histoire et au terroir communs et s'appuie sur les types de danses ou de costumes ainsi que sur la langue[réf. nécessaire].

## Les communes du Guerchais
- Amanlis
- Arbrissel
- Availles-sur-Seiche
- Bais
- Boistrudan
- Chancé
- Chelun
- Coësmes
- Domalain
- Drouges
- Eancé
- Essé
- Forges-la-Forêt
- Janzé
- La Bosse-de-Bretagne
- La Couyère
- La Guerche-de-Bretagne
- La Selle-Guerchaise
- Lalleu
- Le Theil-de-Bretagne
- Marcillé-Robert
- Martigné-Ferchaud
- Moulins
- Moussé
- Moutiers
- Piré-sur-Seiche
- Rannée
- Retiers
- Sainte-Colombe
- Saint-Germain-du-Pinel
- Thourie
- Tresbœuf
- Vergéal
- Visseiche